# Nora Roberts
Nora Roberts (Silver Spring, Maryland, 1950), també coneguda com a Eleanor Marie Robertson Aufem-Brinke Wilder i amb els pseudònims de Sarah Hardesty, Jill March, i J.D. Robb, és una escriptora estatunidenca de novel·la romàntica.

## Trajectòria professional
Nora Roberts va iniciar la seva carrera treballant de secretària legal. No va ser fins a l'any 1979 quan va començar a escriure durant una tempesta de neu que la va deixar aïllada. Va intentar publicar Irish Thoroughbred, aquesta primera novel·la, amb l'editorial Harlequin Mills & Boon, però l'editorial la va rebutjar. L'any 1981 va aconseguir publicar-la amb l'editorial Silhouette, amb qui va continuar publicant novel·les romàntiques clàssiques durant els següents 20 anys. Cap als anys 80 el seu estil es va tornar més agosarat i va començar a barrejar el contingut romàntic amb la fantasia i la ciència-ficció.
L'any 1995 també va començar a publicar novel·les policíaques futuristes i post-apocalíptiques amb el pseudònim J.D. Robb.
Ha publicat més de 200 novel·les, moltes d'elles best-sellers i amb un total d'exemplars venuts arreu del món que supera els 500 milions. Algunes de les seves novel·les han estat adaptades a la televisió. Forbes calcula que el seu patrimoni és d'uns 390 milions de dòlars. Destina part d'aquesta fortuna a programes d'alfabetització infantil.

## Obra selecta
- Irish Thoroughbred (1981)
- Saga The MacGregors (1985 - 2007)

- Saga The Stanislaskis (1990 - 2000)
- Saga The Calhoun Women (1991 - 2005)
- Golden in Death (2020)